# Булыгин, Виктор Васильевич
Виктор Васильевич Булыгин — советский хозяйственный и политический деятель.

## Биография
Родился в 1932 году в селе Тулянка. Член КПСС.
Окончил Курский сельскохозяйственный институт и одновременно Курскую партийную школу.
В 1945—1960 гг. — колхозник, механизатор, военнослужащий Советского Флота, руководитель сельского клуба, комсорг колхоза, секретарь Валуйского райкома ВЛКСМ.
В 1964—1972 гг. — председатель колхоза «Красный Путиловец» в селе Шелаево Валуйского района Белгородской области.
В 1972—1982 гг. — председатель исполкома Валуйского районного совета депутатов, первый секретарь Валуйского райкома КПСС, первый секретарь Валуйского горкома КПСС.
В 1982—1991 гг. — первый заместитель председателя Белгородского облисполкома, председатель агропромсоюза Белгородской области.
С 1997 г. — руководящий работник в компании «Белрегионгаз».
Избирался народным депутатом России. Делегат XXVI съезда КПСС.
Живёт в Белгороде.

## Награды
- Орден Ленина
- Орден Трудового Красного Знамени (трижды)
- Орден Знак Почёта (дважды)